# Вах, Степан Пантелеймонович
Степан Пантелеймонович Вах (14 февраля 1932, Михале, Польская республика — 10 марта 2006) — советский и российский оперный певец Новосибирского театра оперы и балета, тенор, заслуженный артист РСФСР (1971).

## Биография
Родился 14 февраля 1932 года в селе Михале Польской республики.
В 1958 году окончил вокальный факультет Киевской государственной консерватории (профессор Н. Г. Зубарева), с этого же года начал карьеру в Новосибирском театре оперы и балета.
В 1986 году ездил с гастролями в Польшу в составе труппы Новосибирского оперного театра.
Умер 10 марта 2006 года. Прах солиста покоится в колумбарии Новосибирского крематория.

## Некоторые партии
- «Князь Игорь» (А. Бородин) — Владимир;
- «Летучий голландец» (Р. Вагнер) — Эрик;
- «Снегурочка» (Н. Римский-Корсаков) — Бобыль;
- «Отелло» (Дж. Верди) — Родериго;
- «Царская невеста» (Н. Римский-Корсаков) — Лыков и Бомелий;
- «Иоланта» (П. Чайковский) — Водемон;
- «Руслан и Людмила» (М. Глинка) — Финн;
- «Хованщина» (М. Мусоргский) — Андрей Хованский;
- «Пиковая дама» (П. Чайковский) — Чекалинский;
- «Русалка» (А. Даргомыжский) — Князь;
- «Борис Годунов» (М. Мусоргский) — Шуйский;
- «Мадам Баттерфляй» (Дж. Пуччини) — Горо;
- «Тоска» (Дж. Пуччини) — Сполетта;
- «Хованщина» (М. Мусоргский) — Кузька[1].

## Ассистент режиссёра
Ассистент режиссёра в оперных постановках «Леди Макбет Мценского уезда» (реж. Г. Кенеманн); «Мадам Батерфляй» (реж. В. Багратуни); «Жизнь с Идиотом» А. Шнитке (реж. Г. Барановский); «Риголетто» (реж. А. Степанюк), в трёх режиссёрских работах И. Габитова «Борис Годунов», «Тоска» и «Хованщина» и т. д.